# بوريسلاف جورجييف
بوريسلاف جورجييف هو لاعب كرة قدم بلغاري في مركز الدفاع، ولد في 17 يوليو 1974 في بلغاريا. لعب مع ساتشسين لايبزيغ وسلافيا صوفيا وليفادياكوس ونادي سبارتاك فارنا ونادي لوكوموتيف صوفيا.